# Чемпионат Азии по борьбе 2024
Чемпионат Азии по борьбе 2024 года прошёл в городе Бишкек (Кыргызстан) 11 — 16 апреля. Это был третий континентальный чемпионат, проведённый в этом городе. Ранее город принимал чемпионаты 2007 и 2018 годов. В соревнованиях приняли участие спортсмены из 28 стран.

## Медалисты

### Вольная борьба
| Категория | Золото                             | Серебро                        | Бронза                                                    |
| --------- | ---------------------------------- | ------------------------------ | --------------------------------------------------------- |
| до 57 кг  | Кенто Юмия · Япония                | Удит Кумар · Индия             | Мейрамбек Картбай · Казахстан Ким Кимхок · КНДР           |
| до 61 кг  | Таирбек Жумашбек Уулу · Кыргызстан | Ассыл Айтакын · Казахстан      | Ри Кумчол · КНДР Энхбатын Энхбол · Монголия               |
| до 65 кг  | Рахман Амузад · Иран               | Тумур-Очирын Тулга · Монголия  | Улукбек Жолдошбеков · Кыргызстан Масаноскэ Оно · Япония   |
| до 70 кг  | Амир Яздани · Иран                 | Йосиносуке Аояги · Япония      | Алибек Осмонов · Кыргызстан Абхиманью · Индия             |
| до 74 кг  | Кота Такахаси · Япония             | Виктор Рассадин · Таджикистан  | Хоссейн Абузари · Иран Хан Сангхо · Республика Корея      |
| до 79 кг  | Мохаммад Ноходи · Иран             | Енхбаярын Бямбадорж · Монголия | Хидир Сайпудинов · Бахрейн Асомиддин Хасанов · Узбекистан |
| до 86 кг  | Азамат Даулетбеков · Казахстан     | Джабраил Шапиев · Узбекистан   | Хади Вафаеипур · Иран Тацуя Сирай · Япония                |
| до 92 кг  | Амир Хоссейн Фирузпур · Иран       | Шерзод Пойонов · Узбекистан    | Магомед Шарипов · Бахрейн Дамджингиин Бацул · Монголия    |
| до 97 кг  | Ахмед Тажудинов · Бахрейн          | Ризабек Айтмухан · Казахстан   | Мохаммад Мохаммадиан · Иран Вики Чанар · Индия            |
| до 125 кг | Амир Хоссейн Заре · Иран           | Айаал Лазарев · Кыргызстан     | Шамиль Шарипов · Бахрейн Бухирдун · Китай                 |

### Греко-римская борьба
| Категория | Золото                           | Серебро                        | Бронза                                                         |
| --------- | -------------------------------- | ------------------------------ | -------------------------------------------------------------- |
| до 55 кг  | Ро Ючол · Республика Корея       | Пуя Дадмарз · Иран             | Улан Муратбек Уулу · Кыргызстан Саджад Али · Ирак              |
| до 60 кг  | Жоломан Шаршенбеков · Кыргызстан | Каито Инаба · Япония           | Амир Реза Дехбозорги · Иран Цао Лиго · Китай                   |
| до 63 кг  | Ержет Жарлыкассын · Казахстан    | Аята Сузуки · Япония           | Иман Мохаммади · Иран Ким Чан · КНДР                           |
| до 67 кг  | Саид Эсмаили · Иран              | Раззак Бейшекеев · Кыргызстан  | Чан Ханже · Республика Корея Ли Лей · Китай                    |
| до 72 кг  | Синго Харада · Япония            | Мохаммад Реза Ростами · Иран   | Абдулло Алиев · Узбекистан Ленг Джи · Китай                    |
| до 77 кг  | Нао Кусака · Япония              | Акжол Махмудов · Кыргызстан    | Ибрагим Магомадов · Казахстан Дониорхон Накибов · Узбекистан   |
| до 82 кг  | Тайзо Йосида · Япония            | Расул Гармсири · Иран          | Мухаммадкодир Расулов · Узбекистан Бекзат Орункул · Кыргызстан |
| до 87 кг  | Нассер Ализаде · Иран            | Нурсултан Турсынов · Казахстан | Рахимжон Узоков · Узбекистан Масато Суми · Япония              |
| до 97 кг  | Мохаммадхади Сарави · Иран       | Юсуф Мациев · Казахстан        | Вон Джонюл · Республика Корея Хао Хужи · Китай                 |
| до 130 кг | Амин Мирзазаде · Иран            | Ким Минсок · Республика Корея  | Эрлан Манатбеков · Кыргызстан Мэн Линчжэ · Китай               |

### Женская борьба
| Категория | Золото                          | Серебро                          | Бронза                                                             |
| --------- | ------------------------------- | -------------------------------- | ------------------------------------------------------------------ |
| до 50 кг  | Юи Сусаки · Япония              | Фэн Цзыци · Китай                | Хван Йонгок · КНДР Шивани Павар · Индия                            |
| до 53 кг  | Ким Джиханг · КНДР              | Анджу Кумари · Индия             | Чинболдын Отгонтуяа · Монголия Лей Чун · Китай                     |
| до 55 кг  | Мо Кийока · Япония              | О Кьйонгрйонг · КНДР             | Жанг Мин · Китай Арууке Кадырбек Кызы · Кыргызстан                 |
| до 57 кг  | Фенг Йонсин · Китай             | Цугуми Сакураи · Япония          | Лаура Алмаганбетова · Казахстан Юн Хунджу · КНДР                   |
| до 59 кг  | Жанг Си · Китай                 | Батхуягиин Анудари · Монголия    | Рисако Каваи · Япония Диана Каюмова · Казахстан                    |
| до 62 кг  | Айсулуу Тыныбекова · Кыргызстан | Сакура Мотоки · Япония           | Сухэгийн Цэрэнчимэд · Монголия Маниша Бханвала · Индия             |
| до 65 кг  | Махиро Йоситаке · Япония        | Тювшиняргалин Энхджин · Монголия | Антим Кунду · Индия Ву Яру · Китай                                 |
| до 68 кг  | Нонока Одзаки · Япония          | Радхика Яглан · Индия            | Энхсайханы Дэлгэрмаа · Монголия Гульнара Таштанбекова · Кыргызстан |
| до 72 кг  | Джанг Сиан · Китай              | Харшита Мор · Индия              | Зоригтын Болортунгалаг · Монголия Анастасия Панасович · Казахстан  |
| до 76 кг  | Айпери Мезет · Кыргызстан       | Хван Юаньян · Китай              | Эльмира Сыздыкова · Казахстан Чан Хвиц · Тайбэй                    |

## Таблица медалей
*   Принимающая страна (Кыргызстан)
| Место           | Страна               | Золото | Серебро | Бронза | Всего |
| --------------- | -------------------- | ------ | ------- | ------ | ----- |
| 1               | Япония               | 9      | 5       | 4      | 18    |
| 2               | Иран                 | 9      | 3       | 5      | 17    |
| 3               | Кыргызстан           | 4      | 3       | 7      | 14    |
| 4               | Китай                | 3      | 2       | 9      | 14    |
| 5               | Казахстан            | 2      | 4       | 6      | 12    |
| 6               | КНДР                 | 2      | 1       | 5      | 8     |
| 7               | Бахрейн              | 1      | 0       | 3      | 4     |
| 8               | Монголия             | 0      | 4       | 6      | 10    |
| 9               | Индия                | 0      | 4       | 5      | 9     |
| 10              | Узбекистан           | 0      | 2       | 5      | 7     |
| 11              | Республика Корея     | 0      | 1       | 3      | 4     |
| 12              | Таджикистан          | 0      | 1       | 0      | 1     |
| 13              | Ирак                 | 0      | 0       | 1      | 1     |
| 13              | Китайская Республика | 0      | 0       | 1      | 1     |
| Всего стран: 14 | Всего стран: 14      | 30     | 30      | 60     | 120   |